# Apgar Patera
L'Apgar Patera è una struttura geologica della superficie di Venere.